# Реактор на розплавах солей

Схема реактора на розплаві солей.

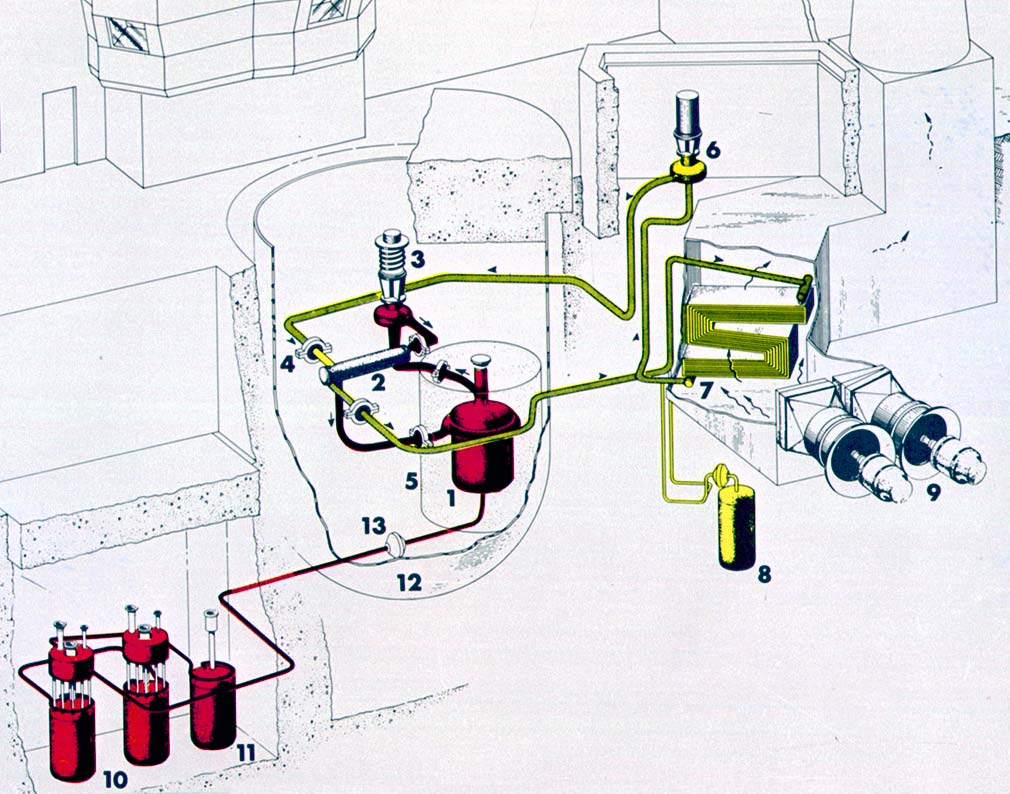

Реактор на розплавах солей (рідкосольовий реактор, РСР, MSR) — є одним з видів ядерних реакторів низького поділу[прояснити], в яких основою охолоджувальної рідини є суміш розплавлених солей, яка може працювати за високих температур (термодинамічна ефективність реактора прямо пропорційна робочій температурі), залишаючись при цьому за низького тиску. Це зменшує механічні напруги і підвищує безпеку і довговічність.
У деяких варіантах ядерне паливо теж рідке, і є теплоносієм, що спрощує конструкцію реактора, вирівнює вигоряння палива, а також дозволяє замінювати паливо, не зупиняючи реактор.
Як солі зазвичай пропонуються фториди актиноїдів (залежно від типу реактора і палива це торій, уран, плутоній і інші актиноїди).
Можливість під час роботи на потужності підживлення свіжим паливом, гомогенізації активної зони, видалення продуктів поділу (особливо, газоподібних) робить РСР прекрасним реактором-розмножувачем (реактор-брідер) і спалювачем довгоживучих відходів (особливо, актиноїдів).
Існують також проєкти підкритичних ядерних реакторів на розплавах солей, в цьому випадку розплав солей може служити також мішенню для прискорювача-драйвера, що вирішує проблему зі стійкістю мішені і рівномірністю її вигоряння.

## Загальна інформація
Оскільки запаси урану обмежені, ядерну енергетику майбутнього пов'язують так чи інакше з реакторами-розмножувачами і використанням як палива урану-238 (99.3 % природного урану) і торію-232 (доступні запаси приблизно втричі перевищують запаси урану-238)[джерело?].
Переваги РСР стають особливо помітними за використання їх як джерела палива — це можливо як на теплових нейтронах (з торій-уранових паливом і джерелом урану-233 з торію-232), так і на швидких (з уран-плутонієвим паливом і джерелом плутонію-239 з урану-238). У цьому випадку стає можливим додавати в реактор лише вихідний матеріал (природний уран або природний торій) і витягувати осколки. У звичайному реакторі з твердим паливом для цього доводиться витягати відпрацьоване паливо і відправляти його на дорогу переробку щоб відокремити отримане паливо від осколків поділу. Це особливо важливо для торієвих реакторів, тому що під час опромінення торію-232 утворюється зокрема й уран-232. Ряд розпаду урану-232 містить дуже неприємні гамма-активні ізотопи, надзвичайно ускладнюючи будь-яке поводження з паливом[джерело?].
Як солі часто пропонується використовувати фториди або хлориди, зокрема, як буфер — FLiBe, розчин фториду літію і фториду берилію. Як правило, це солі з відносно низькою температурою плавлення — 400—700°С[джерело?].
РСР часто позиціюються як реактори з підвищеною (природною) безпекою з таких причин:
- паливо перебуває в рідкому стані, тому легко забезпечити природну безпеку від перегріву реактора: в цьому випадку тверда пробка в реакторі розплавляється, і паливо зливається в пастку з підкритичною геометрією і поглиначами нейтронів;
- постійне видалення газоподібних продуктів поділу і постійне підживлення свіжим паливом дають можливість не ставити в реактор паливо з великим запасом реактивності, що знижує ризики некерованого розгону реактора;
- низький тиск у корпусі реактора дозволяє підвищити безпеку (крім того, дозволяє обійтися без особливо міцних конструкцій під опроміненням, в порівнянні, скажімо з ВВЕР, це дає економічний виграш).

Відносно високі температури (отже, високий ККД), простота і компактність обладнання активної зони, можливість дозаправлення на потужності, використання дуже дешевого палива (паливо для інших типів реакторів часто дуже складний і дорогий механічний виріб) робить РСР дуже привабливим[джерело?].
РСР як тип реактора включений до пошукової програми GEN4, зараз відразу кілька інноваційних фірм рекламують свої розробки РСР як реактор майбутнього[джерело?].
Проте, цьому типу реакторів притаманні і недоліки. В першу чергу це стосується дуже складної хімії палива і матеріалів корпусу, який повинен витримувати дуже корозійно-активне середовище в умовах потужного іонізуючого випромінювання, зокрема — нейтронів. Перші спроби (MSRE — американський реактор на розплаві солей) показали, що проблему не можна недооцінювати[джерело?].
Незважаючи на наявні ідеї безперервного підживлення паливом і/або вилучення з нього осколків-поглиначів, на практиці це ще не було реалізовано, і це несе значні технічні ризики при детальному опрацюванні та реалізації[джерело?].
Існує серйозна критика і самого підходу: багато хто[хто?] вважає, що видалення двох бар'єрів безпеки (оболонка таблетки і ТВЕЛу у ВВЕР проти просто розплаву палива у РСР) підвищує ризики радіоактивних викидів[джерело?].
Нарешті, критики вказують, що за нинішньої вартості урану реактори-розмножувачі не вигідні, а значить, РСР втрачає значну частину своїх переваг[джерело?].

## Існуючі проєкти
Існуючі проєкти являють собою гомогенні реактори (зокрема, на швидких нейтронах), що працюють на суміші розплавів фторидів літію, берилію, цирконію, урану.

### Китай
Влітку 2021 року ЗМІ повідомили про розробку реактора-демонстратора технологій на основі торію. В серпні має завершитись його спорудження, а з вересня розпочатись випробування. У випадку успіху, розробки будуть використані для спорудження комерційних реакторів із введенням в експлуатацію до 2030 року.

### США
В рамках Мангеттенського проєкту в 1950-ті роки в національній лабораторії Оук-Ридж було створено реактор на розплавах солей, що пропрацював протягом чотирьох років. Метою досліджень було створення ядерної рушійної установки для літальних апаратів.
Компанія Kairos Power збирається до 2026 року побудувати демонстратор технологій — реактор на розплавах солей потужністю 50 МВт у Оук-Ридж, штат Теннессі (США). 
В жовтні 2024 року публічна транснаціональна корпорація Google LLC уклала угоду з компанією Kairos Power про створення серії SMR реакторів та інвестування в розвиток наступного покоління ядерної енергії, чим підтримала компанію, яка будує невеликі модульні реактори, і погодилася купувати енергію, щойно такі постачання почнуться у американській мережі. Угода, яка підтримає 500 МВт електроенергії, включає 50-мегаватний демонстраційний проєкт Kairos Hermes у штаті Теннессі, а потім промислові реактори потужністю 75 МВт.

## Переваги
1. Низький тиск в корпусі реактора (1 атм) — дозволяє використовувати дуже дешевий корпус, при цьому виключається цілий клас аварій з розривом корпусу і трубопроводів 1-го контуру.
2. Високі температури 1-го контуру — вище 700 °C, (а в реакторах надвисокої температури вище 1400) і, як наслідок, високий термодинамічний ККД (до 44 % для MSBR-1000), що дозволяє використовувати звичайні турбіни від теплових електростанцій.
3. Можливо організувати безперервну заміну пального, без зупинки реактора — виведення продуктів поділу з 1-го контуру і його підживлення свіжим паливом.
4. Менше радіоактивне зношування матеріалів конструкції в порівнянні з водо-водяними реакторами.
5. Висока паливна ефективність.
6. Можливість побудувати реактор-розмножувач або конвертор.
7. Можливість використання торієвих паливних циклів, що значно розширює і здешевлює паливний цикл.
8. Фториди металів, на відміну від рідкого натрію, практично не взаємодіють з водою і не горять, що виключає цілий клас аварій, можливих для рідкометалічних реакторів з натрієвих теплоносієм.
9. Можливість виведення ксенону (для виключення отруєння реактора) простою продувкою теплоносія гелієм в ГЦН. Як наслідок — можливість працювати в режимах з постійною зміною потужності.

## Недоліки
1. Необхідність організовувати переробку палива на АЕС.
2. Вища корозія від розплаву солей.
3. Вищі дозові витрати під час проведення ремонту 1-го контуру в порівнянні з ВВЕР
4. Низький коефіцієнт відтворення (КВ ~ 1,06 для MSBR-1000) в порівнянні з рідкометалічними реакторами з натрієвим теплоносієм (КВ ~ 1,6 для БН-600, БТ-800)
5. Значно більші (в 2-3 рази) в порівнянні з водо-водяними реакторами викиди тритію, з якими можна боротися підбором конструкційних матеріалів трубопроводів 1-го контуру.
6. Відсутність конструкційних матеріалів.

## Проєкти рідкосольових реакторів
- Aircraft Reactor Experiment, ARE, 3 МВт, Окриджська національна лабораторія (ORNL) США — побудований 1954 року, працював 9 днів.
- Molten-Salt Reactor Experiment, MSRE, 8 МВт, ORNL США — уран-торієвий реактор-розмножувач на теплових нейтронах з графітовим сповільнювачем і відбивачем, працював 25 000 годин.
- Molten-Salt Breeder Reactor, MSBR-1000, 1000 МВт, ORNL США — уран-торієвий реактор-розмножувач на теплових нейтронах з графітовим сповільнювачем і відбивачем. Розвиток MSRE — проєкт комерційного реактора. Економічна ефективність приблизно відповідає водо-водяним реакторам. Може працювати як у режимі конвертора, так і реактора-розмножувача.
- Denatured Molten-Salt Reactor (with once-through fueling), DMSR-1000, ORNL. Проєкт не був здійснений[3].